# Кашина Казаса (Торино)
Кашина Казаса је насеље у Италији у округу Торино, региону Пијемонт.
Према процени из 2011. у насељу је живело 23 становника. Насеље се налази на надморској висини од 253 м.